# Daguerre (månekrater)
Daguerre er et nedslagskrater på Månen. Det befinder sig på Månens forside nær den nordlige ende af Mare Nectaris og er opkaldt efter den franske kemiker og fotograf Louis Jacques Daguerre (1787 – 1851).
Navnet blev officielt tildelt af den Internationale Astronomiske Union (IAU) i 1970.

## Omgivelser
Vest-nordvest for Daguerrekrateret ligger Mädlerkrateret, og på den anden side af det i vestlig retning ligger det fremtrædende Theophiluskrater. Mod nord findes det forrevne fastlandsområde mellem maret og Isidoruskrateret.

## Karakteristika
Daguerre fremtræder som et nedslagskrater, som næsten helt er sunket ned i en lavastrøm, som har efterladt et hul i den sydvestlige kratervæg, hvilket giver krateret form som en hestesko. Over kraterbunden ligger den lineære stråle fra Mädlerkrateret. Den maksimale højde på den tilbageværende rand er 1,5 km.

## Satellitkratere
De kratere, som kaldes satellitter, er små kratere beliggende i eller nær hovedkrateret. Deres dannelse er sædvanligvis sket uafhængigt af dette, men de får samme navn som hovedkrateret med tilføjelse af et stort bogstav. På kort over Månen er det en konvention at identificere dem ved at placere dette bogstav på den side af satellitkraterets midte, som ligger nærmest hovedkrateret. Daguerrekrateret har følgende satellitkratere:
| Daguerre | Længde  | Bredde  | Diameter |
| -------- | ------- | ------- | -------- |
| K        | 12,2° S | 35,8° Ø | 5 km     |
| U        | 15,1° S | 35,7° Ø | 4 km     |
| X        | 14,0° S | 34,5° Ø | 4 km     |
| Y        | 13,9° S | 35,4° Ø | 3 km     |
| Z        | 14,9° S | 34,7° Ø | 4 km     |

## Måneatlas
- Billeder af Daguerrekrateret i LPI-måneatlasset